# YUV

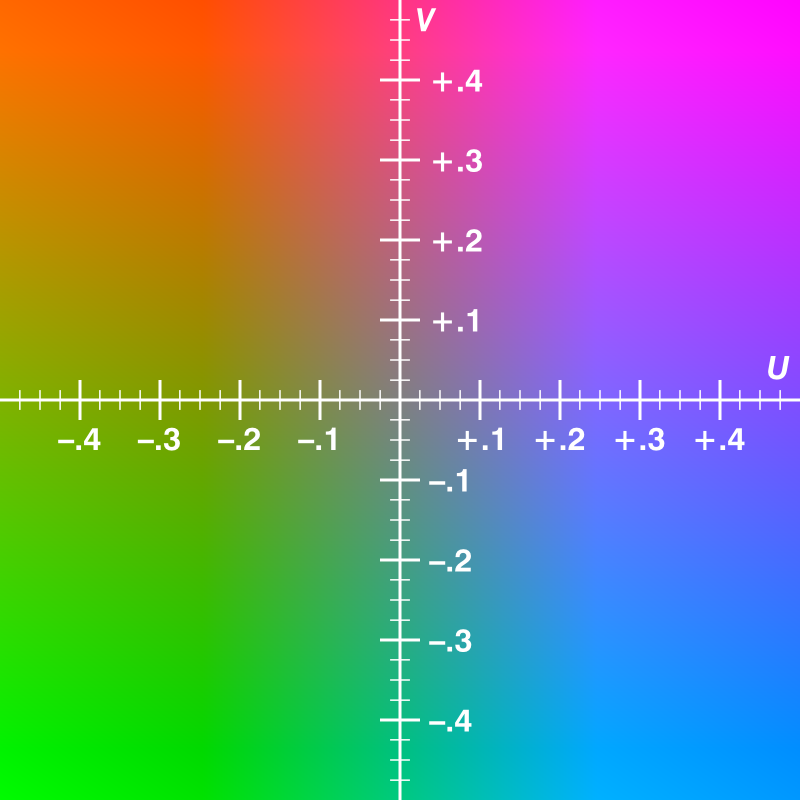
U-V color plane範例，Y value = 0.5，代表RGB色域（color gamut）

YUV，是一種顏色編碼方法。常使用在各個影像處理元件中。
YUV在對照片或影片編碼時，考慮到人類的感知能力，允許降低色度的頻寬。
YUV是編譯true-color顏色空間（color space）的種類，Y'UV, YUV, YCbCr，YPbPr等專有名詞都可以稱為YUV，彼此有重疊。「Y」表示明亮度（Luminance、Luma），「U」和「V」則是色度、濃度（Chrominance、Chroma），
Y′UV, YUV, YCbCr, YPbPr所指涉的範圍，常有混淆或重疊的情況。從歷史的演變來說，其中YUV和Y'UV通常用來編碼電視的類比訊號，而YCbCr則是用來描述數位的影像訊號，適合影片與圖片壓縮以及傳輸，例如MPEG、JPEG。
但在現今，YUV通常已經在電腦系統上廣泛使用。
Y'代表明亮度(luma; brightness)而U與V儲存色度(色訊; chrominance; color)部分; 
亮度(luminance)記作Y，而Y'的prime符號記作伽瑪校正。
YUV Formats分成兩個格式：
- 緊縮格式（packed formats）：將Y、U、V值儲存成Macro Pixels陣列，和RGB的存放方式類似。
- 平面格式（planar formats）：將Y、U、V的三個分量分別存放在不同的矩陣中。

緊縮格式（packed format）中的YUV是混合在一起的，對於YUV4:2:2格式而言，用緊縮格式很合適的，因此就有了UYVY、YUYV等。平面格式（planar formats）是指每Y份量，U份量和V份量都是以獨立的平面組織的，也就是說所有的U份量必須在Y分量後面，而V份量在所有的U份量後面，此一格式適用於採樣（subsample）。平面格式（planar format）有I420（4:2:0）、YV12、IYUV等。

## 歷史

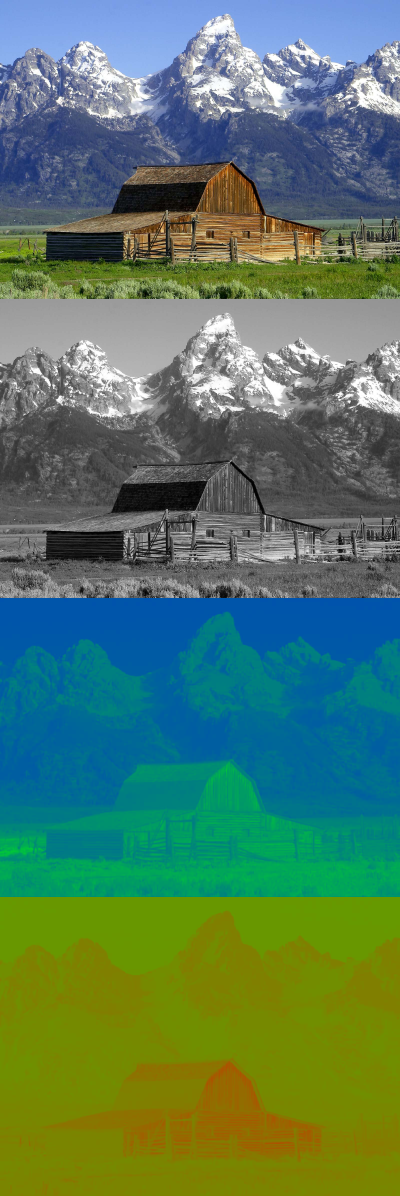
圖像中的Y', U，和V組成

Y'UV的發明是由於彩色電視與黑白電視的過渡時期。黑白視訊只有Y（Luma，Luminance）視訊，也就是灰階值。到了彩色電視規格的制定，是以YUV/YIQ的格式來處理彩色電視圖像，把UV視作表示彩度的C（Chrominance或Chroma），如果忽略C訊號，那麼剩下的Y（Luma）訊號就跟之前的黑白電視訊號相同，這樣一來便解決彩色電視機與黑白電視機的相容問題。Y'UV最大的優點在於只需佔用極少的頻寬。
因為UV分別代表不同顏色訊號，所以直接使用R與B訊號表示色度的UV。
也就是說UV訊號告訴了電視要偏移某象素的顏色，而不改變其亮度。
或者UV訊號告訴了顯示器使得某個顏色亮度依某個基準偏移。
UV的值越高，代表該像素會有更飽和的顏色。
彩色圖像記錄的格式，常見的有RGB、YUV、CMYK等。彩色電視最早的構想是使用RGB三原色來同時傳輸。這種設計方式是原來黑白頻寬的3倍，在當時並不是很好的設計。RGB訴求於人眼對色彩的感應，YUV則著重於視覺對於亮度的敏感程度，Y代表的是亮度，UV代表的是彩度（因此黑白電影可省略UV，相近於RGB），分別用Cr和Cb來表示，因此YUV的記錄通常以Y:UV的格式呈現。

## 常用的YUV格式
為節省頻寬起見，大多數YUV格式平均使用的每像素位數都少於24位元。主要的抽样（subsample）格式有YCbCr 4:2:0、YCbCr 4:2:2、YCbCr 4:1:1和YCbCr 4:4:4。YUV的表示法稱為A:B:C表示法：
- 4:4:4表示完全取樣。
- 4:2:2表示2:1的水平取樣，垂直完全採樣。
- 4:2:0表示2:1的水平取樣，垂直2:1採樣。
- 4:1:1表示4:1的水平取樣，垂直完全採樣。

最常用Y:UV記錄的比重通常1:1或2:1，DVD-Video是以YUV 4:2:0的方式記錄，也就是我們俗稱的I420，YUV4:2:0並不是說只有U（即Cb）, V（即Cr）一定為0，而是指U：V互相援引，時見時隱，也就是說對於每一個行，只有U或者V份量，如果一行是4:2:0的話，下一行就是4:0:2，再下一行是4:2:0...以此類推。至於其他常見的YUV格式有YUY2、YUYV、YVYU、UYVY、AYUV、Y41P、Y411、Y211、IF09、IYUV、YV12、YVU9、YUV411、YUV420等。

### YUY2及常见表示方法
YUY2（和YUYV）格式為像素保留Y，而UV在水平空間上相隔二個像素採樣一次（Y0 U0 Y1 V0），（Y2 U2 Y3 V2）…其中，（Y0 U0 Y1 V0）就是一个macro-pixel（宏像素），它表示了2个像素，（Y2 U2 Y3 V2）是另外的2个像素。
以此类推，再如：Y41P（和Y411）格式为每个像素保留Y分量，而UV分量在水平方向上每4个像素采样一次。一个宏像素为12个字节，实际表示8个像素。图像数据中YUV分量排列顺序如下：（U0 Y0 V0 Y1    U4 Y2 V4 Y3    Y4 Y5 Y6 Y7）…

### YVYU UYVY
YVYU, UYVY格式跟YUY2類似，只是排列順序有所不同。Y211格式是Y每2個像素採樣一次，而UV每4個像素採樣一次。AYUV格式則有一Alpha通道。

### YV12
YV12格式與IYUV類似，每個像素都提取Y，在UV提取時，將圖像2 x 2的矩陣，每個矩阵提取一個U和一個V。YV12格式和I420格式的不同處在V平面和U平面的位置不同。在YV12格式中，V平面緊跟在Y平面之後，然後才是U平面（即：YVU）；但I420則是相反（即：YUV）。NV12與YV12類似，效果一樣，YV12中U和V是連續排列的，而在NV12中，U和V就交錯排列的。
排列举例：
2*2图像YYYYVU；
4＊4图像YYYYYYYYYYYYYYYYVVVVUUUU

## 轉換
YUV與RGB的轉換公式：
U和V元件可以被表示成原始的R，G，和B（R，G，B为γ预校正后的）:
{\displaystyle {\begin{array}{rll}Y&=0.299*R+0.587*G+0.114*B\\U&=-0.169*R-0.331*G+0.5*B+128\\V&=0.5*R-0.419*G-0.081*B+128\end{array}}}
如一般順序，轉移元件的範圍可得到：
{\displaystyle {\begin{array}{rll}Y&\in \left[0,255\right]\\U&\in \left[0,255\right]\\V&\in \left[0,255\right]\end{array}}}
在逆轉關係上，從YUV到RGB，可得
{\displaystyle {\begin{array}{rll}R&=Y+1.13983*(V-128)\\G&=Y-0.39465*(U-128)-0.58060*(V-128)\\B&=Y+2.03211*(U-128)\end{array}}}
取而代之，以矩陣表示法（matrix representation），可得到公式：
{\displaystyle {\begin{bmatrix}Y\\U\\V\end{bmatrix}}={\begin{bmatrix}0.299&0.587&0.114\\-0.169&-0.331&0.5\\0.5&-0.419&-0.081\end{bmatrix}}{\begin{bmatrix}R\\G\\B\end{bmatrix}}+{\begin{bmatrix}0\\128\\128\end{bmatrix}}}
{\displaystyle {\begin{bmatrix}R\\G\\B\end{bmatrix}}={\begin{bmatrix}1&-0.00093&1.401687\\1&-0.3437&-0.71417\\1&1.77216&0.00099\end{bmatrix}}{\begin{bmatrix}Y\\U-128\\V-128\end{bmatrix}}}

## YUV轉RGB
function RGB* YUV444toRGB888(Y, U, V)；將YUV format移轉成簡單的RGB format並可以用浮點運算實作：

### Y'UV444
大多數YUV格式平均使用的每像素位數都少於24位元。YUV444是最逼真的格式，一格不刪（24 bits），即每4個Y，配上4個U，還有4個V；YUV422則是在UV格式上減半，即每4個Y，配2個U，2個V；YUV420則是在UV上減至1/4之格式，即每4個Y，配1個U，再配1個V。
這些公式是基於NTSC standard;
{\displaystyle Y'=0.299\times R+0.587\times G+0.114\times B}
{\displaystyle U=-0.147\times R-0.289\times G+0.436\times B}
{\displaystyle V=0.615\times R-0.515\times G-0.100\times B}
在早期的非SIMD（non-SIMD）構造中，floating point arithmetic會比fixed-point arithmetic稍慢，所以有一替代公式如下：
{\displaystyle C=Y'-16}
{\displaystyle D=U-128}
{\displaystyle E=V-128}
使用前面的係數並且用clip()註明切割的值域是0至255，如下的公式是從Y'UV到RGB (NTSC version):
{\displaystyle R=clip((298\times C+409\times E+128)>>8)}
{\displaystyle G=clip((298\times C-100\times D-208\times E+128)>>8)}
{\displaystyle B=clip((298\times C+516\times D+128)>>8)}
注意：上述的公式多暗示為YCbCr.
雖然稱為YUV，但應該嚴格區分YUV和YCbCr這兩個專有名詞有時並非完全相同。
ITU-R版本的公式差異：
{\displaystyle Y=0.299\times R+0.587\times G+0.114\times B+0}
{\displaystyle Cb=-0.169\times R-0.331\times G+0.499\times B+128}
{\displaystyle Cr=0.499\times R-0.418\times G-0.0813\times B+128}
{\displaystyle R=clip(Y+1.402\times (Cr-128))}
{\displaystyle G=clip(Y-0.344\times (Cb-128)-0.714\times (Cr-128))}
{\displaystyle B=clip(Y+1.772\times (Cb-128))}
ITU-R標準YCbCr（每一通道8位元）至RGB888:
Cr = Cr - 128;
Cb = Cb - 128;
{\displaystyle R=Y+Cr+Cr>>2+Cr>>3+Cr>>5}
{\displaystyle G=Y-(Cb>>2+Cb>>4+Cb>>5)-(Cr>>1+Cr>>3+Cr>>4+Cr>>5)}
{\displaystyle B=Y+Cb+Cb>>1+Cb>>2+Cb>>6}

### Y'UV422
Input：讀取Y'UV的4bytes（u, y1, v, y2）
Output：寫入RGB的6bytes（R, G, B, R, G, B）
```
u = yuv[0];
y1 = yuv[1];
v = yuv[2];
y2 = yuv[3];
```

以此一資訊可以剖析出regular Y'UV444格式而成為2 RGB pixels info:
```
rgb1 = Y'UV444toRGB888(y1, u, v);
rgb2 = Y'UV444toRGB888(y2, u, v);
```

Y'UV422可被表達成Y'UY'2 FourCC格式碼。意思是2 pixels將被定義成each macropixel (four bytes) treated in the image.

### Y'UV411
```
// Extract YUV components
u = yuv[0];
y1 = yuv[1];
y2 = yuv[2];
v = yuv[3];
y3 = yuv[4];
y4 = yuv[5];
```

```
rgb1 = Y'UV444toRGB888(y1, u, v);
rgb2 = Y'UV444toRGB888(y2, u, v);
rgb3 = Y'UV444toRGB888(y3, u, v);
rgb4 = Y'UV444toRGB888(y4, u, v);
```

所以結果會得到4 RGB像素的值 (4*3 bytes) from 6 bytes. This means reducing size of transferred data to half and with quite good loss of quality.

### YV12
The Y'V12的格式相當類似Y'UV420p，但U與V資料反轉：Y'跟隨著V, U殿後。Y'UV420p與Y'V12使用相同演算法。許多重要的編碼器都採用YV12空間存儲視頻：MPEG-4（x264，XviD，DivX），DVD-Video存儲格式MPEG-2，MPEG-1以及MJPEG。
將Y'UV420p轉換成RGB
```
Height = 16;
Width = 16;
Y'ArraySize = Height × Width;    //（256）
Y' = Array[7 × Width + 5];
U = Array[(7/2) × (Width/2) + 5/2 + Y'ArraySize];
V = Array[(7/2) × (Width/2) + 5/2 + Y'ArraySize + Y'ArraySize/4];
```

```
RGB = Y'UV444toRGB888(Y', U, V);
```

## 外部連結
- RGB/YUV Pixel Conversion （页面存档备份，存于）
- Explanation of many different formats in the YUV family （页面存档备份，存于）
- Charles Poynton - Video engineering （页面存档备份，存于）
- YUV422 to RGB using SSE/Assembly （页面存档备份，存于）